# خسارة
الخسارة هي عكس الربح، وقد تحمل في معناها الهزيمة التي هي عكس النصر.

## الفرق بين التلف والخسارة والجائحة
- التلف : وهو في اللغة الهلك وعطب واصطلاحاً: هو" ما نشأ لا عن تحريك بل بأمر سماوي أو نص.
- وأما الخسر : فهو ما نشأ عن تحريك "، ولا يكون الخسر إلا جزئياً بخلاف التلف، كما أن التلف في عين المال والخسارة في قيمته.
- الجائحة وهي المصيبة العظيمة التي تجتاح الأموال أي تستأصلها، وغلب إطلاقها على ما كان سببه سماويا.[1]

## خسارة المال
أصحاب الملايين يعيشون الجزء الأكبر من حياتهم بعيدًا عن المشاكل الحياتية اليومية، خاصّة اللذين حصلوا على ملايينهم بالوراثة ولم يتعبوا كثيًرا للحصول عليها، إذا ما خسروا هذه الأموال لسبب أو لآخر، عندها، يفهمون معنى الخسارة، ومعاني الحياة المبسطة.

### الخسارة في التجارة
اصطلاحاً النقصان في رأس المال نتيجة استثماره في الأنشطة المشروعة أو هي مطلق النقصان في تغطية جميع التكاليف المنفقة.من لا يؤمن بوجود الخسارة بعالم التجارة فخير له أن يترك التجارة تلف الربح هو الخسارة.

## الخسارة في الرياضة
الرياضة الجماعية (الفريق) في الرياضة الخسارة تعني الهزيمة في ضروب الرياضة المختلفة
كرة القدم، كرة السلة، الكرة الطائرة، الركبي: هي هزيمة أحد الفرق ضد الآخر بتسديد الأهداف

## دلالات أخرى

### الخسارة في علم النفس
الجميع يتعرض لخسارة بشكل أو بآخر في مراحل حياته، المهم أن لا يجعل من تلك الخسارة هي نهاية العالم، ويدمر نفسه ويزيد من خسارته.
فالبعض يقف عند فشل أول تجربة حب غير ناضجة، وينجرف نحو هاوية الخسارات الاجتماعية، وربما غير وجهته المستقبلية، وحظوظه من الحياة، البعض الآخر تنتهي حياته بانتهاء وظيفته التي ربط بها مسلكه اليومي، وخط سير الحياة، بعضهم يفقد عزيزاً.

### الخسارة في العلوم
- خسارة المسار أو فقدان المسار ، التوهين الذي تمر به موجة كهرومغناطيسية في العبور من جهاز الإرسال إلى جهاز استقبال

## وصلات خارجية
- http://faculty.ksu.edu.sa/24944/Pages
- http://lib.iium.edu.my/mom2/cm/content/view/view.jsp?key=qTxACWnFZi7TGMVgzgCSYrnj1czZXNlE20060710162211781